# Epidendrum schweinfurthianum
Epidendrum schweinfurthianum là một loài thực vật có hoa trong họ Lan. Loài này được Correll mô tả khoa học đầu tiên năm 1947.